# Volvo 850
El Volvo 850 es un automóvil del segmento D producido por el fabricante sueco Volvo y fabricado entre 1991 y 1996. El más recordado es el 850 GLT 2.5.

## Seguridad
El Volvo 850 también hizo suyo el espíritu de la seguridad, tan típico de la casa sueca. Desde su salida al mercado, ya podía incorporar airbags, y gozaba de un habitáculo reforzado con especial atención a las colisiones laterales. Incorporó el sistema SIPS por primera vez, y además equipaba airbags y un eficiente sistema de retención. Esto significó la obtención de un buen resultado en las pruebas de colisión de EuroNCAP, para la época, en especial la lateral, siendo el examinado el S70/V70, con quien compartía la estructura.

## Versiones
Fue el primer modelo de Volvo con 5 cilindros, DOHC, cuatro válvulas por cilindro  (20 válvulas), apareciendo el logo "20 Valve" tanto en la tapa superior de la culata como en la parte trasera en varios mercados.
Fue la  primera  motorización Volvo de motor transversal y tracción delantera, si excluimos a la serie 400 (1986-1997) que montaba motorizaciones Renault (Motor F Renault). Otra novedad es el motor con bloque de cilindros enteramente de aluminio. Por este motivo se conocía como motores  "blancos" por oposición a los motores de 4 cilindros anteriores "rojos" SOHC de bloque de fundición de hierro pintado en este color, lanzados con la serie 200 en 1975 y posteriormente montados en la serie 700-900. (Hay que mencionar la excepción de las versiones de 16 válvulas DOHC atmosféricos y turboalimentados). El número de cilindros es a lo que alude el "5" en la denominación del modelo. Este motor fue presentado anteriormente en versión 6 cilindros en el 960 (B6304S), es decir, formaba parte de la serie modular completada por el 4 cilindros de los modelos S40 y V40 lanzados posteriormente.
Fue producido en modelos berlina (cuatro puertas sedán) y wagon o familiar (cuatro puertas con extensión de techo hasta la parte trasera).
Inicialmente el motor era el B5254FS (5 cilindros, 2.5 l. de cilindrada, 4 válvulas) en el modelo denominado "GLT", con una potencia de 125 kW (170 CV) a 6200 rpm, apareciendo posteriormente una versión de 2 válvulas, el "GLE" con motor B5252FS, que rendía 103 kW (140CV) a 5400 rpm.
Para algunos mercados con bonificaciones fiscales especiales (Italia , etc) se fabricó una versión de 2 l., B5204, rindiendo éste 105 kW (143CV) a 6500 rpm .
En los modelos con 4 válvulas por cilindro, en la tapa de balancines figuraba la inscripción.
En el año 93 (año modelo 94) se presentó la versión familiar o "Station Wagon"
En diciembre de 1993 se lanzó el famoso "T5" con motor Turbo, el B5234T, de 225CV (el cual llegó a ser de las berlinas de tracción delantera más rápidas de su tiempo); junto con su versión de 2.0 litros, el B5204T, comercializado en esta cilindrada por los mismos motivos que el motor atmosférico.

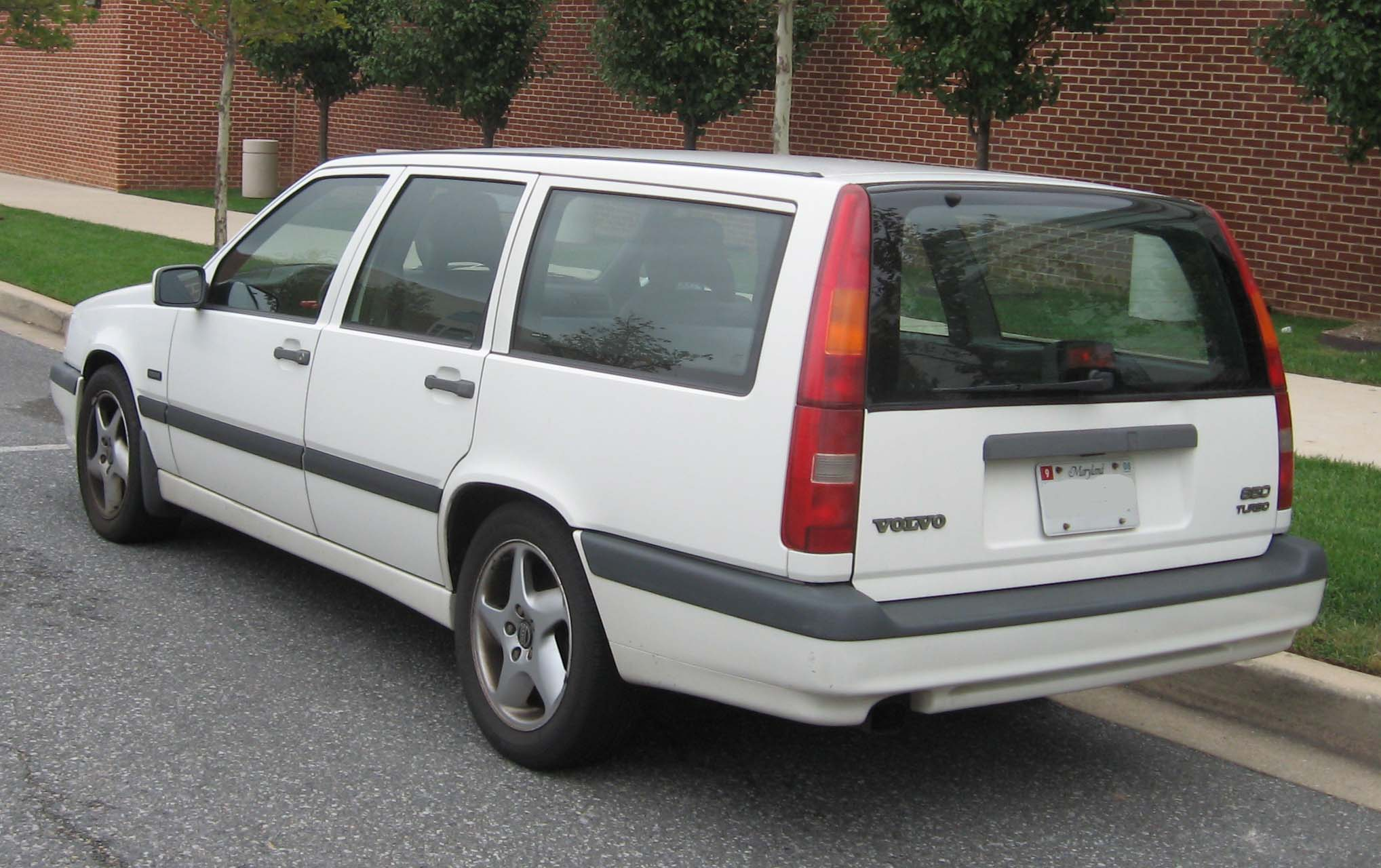
Volvo 850 SW

En el año año '96 se presentó asimismo la versión Turbodiésel, llamada "TDI" (que posteriormente pasaría a denominarse 2.5D coincidiendo con el cambio de modelo S70), con un motor de origen Audi-VW de 5 cilindros, bloque de fundición, bomba rotativa VE de control electrónico e inyección directa con inyectores mecánicos de doble nivel de apertura. 
El Volvo 850 T5R es una de las versiones más potentes y exclusivas del modelo, se comercializó entre 1995 y principios de 1996 modificando el tarado y altura de las suspensiones respecto a las demás versiones. También cuenta con unos paragolpes específicos y llantas de magnesio en 17" llamadas Titan (aunque ya existían como opción en el T5). El motor es el mismo que el del modelo T5 de 225CV, pero incorporando una función Overboost que le hace alcanzar hasta 240CV. Como equipamiento de serie consta de asientos de cuero eléctricos con 3 memorias y calefactables, 4 airbags, techo solar, ordenador de a bordo y un equipo de sonido premium con 8 altavoces y cargador de 6 CD.
Se fabricaron 5000 unidades, de las que solo 137 llegaron a España, 40 de ellas en color amarillo y las otras 97 en diferentes colores.

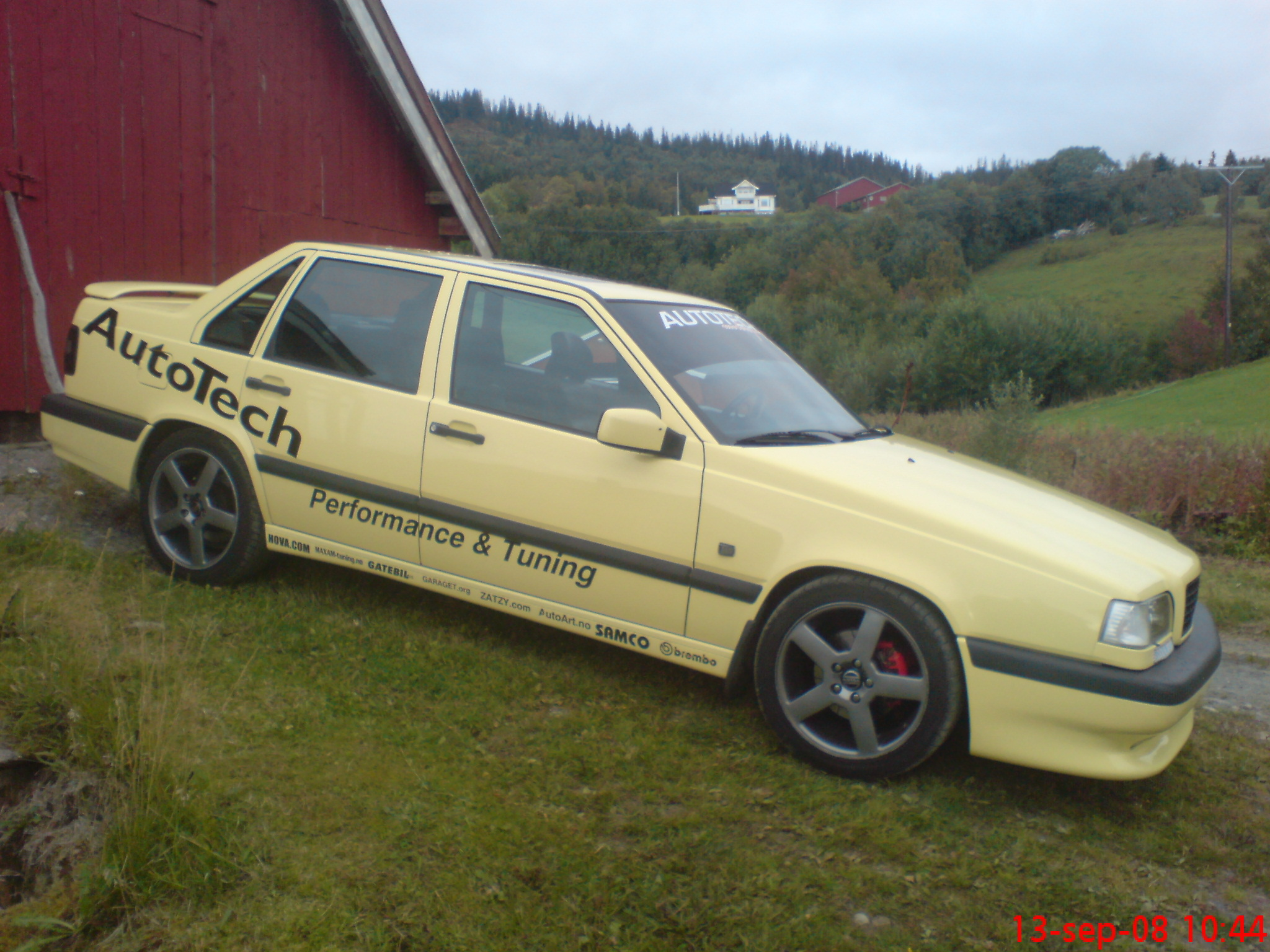
850 T5R

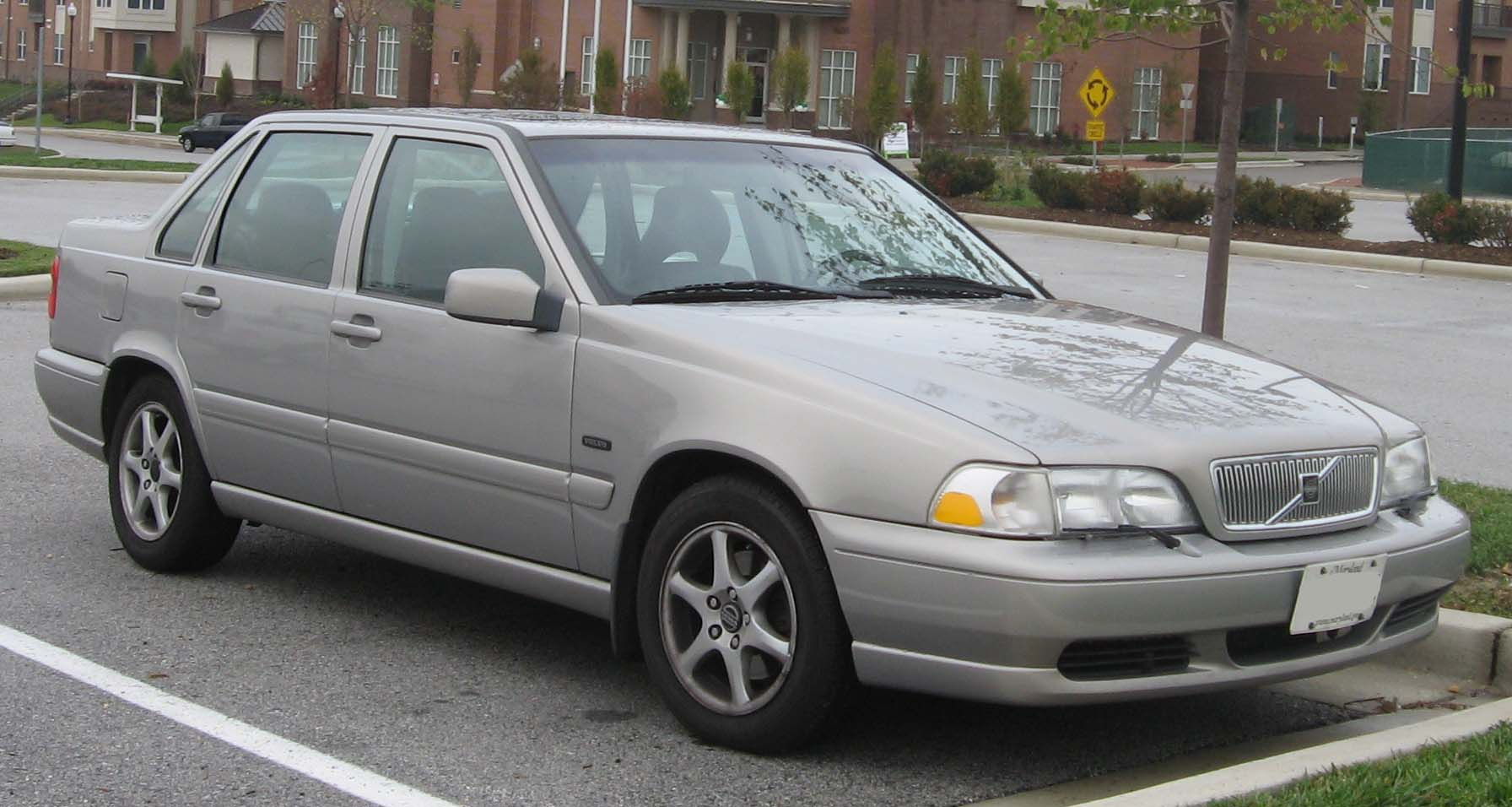
S70 1997-2000

Otra novedad presentada posteriormente fue la versión AWD, solo en modelos SW, con tracción permanente a las 4 ruedas, haciendo de bloqueo de diferencial central un acoplamiento viscoso. Estas versiones se distinguieron por detalles de acabado exterior, inscripciones exclusivas "AWD" y un motor turbo de baja presión de 193CV. Además tenían más altura libre sobre el suelo y el escape salía por la parte derecha.
Durante 1996 y 1997, se lanzó el 850R, un modelo que pretendía superar aún más el listón de prestaciones impuesto por sus hermanos con turbo. Este modelo incorpora un turbo de mayor tamaño de Mitsubishi (16T) y unos inyectores de mayor tamaño, todo ello conferiría al coche la potencia de 250CV. Además equipaba unos asientos de alcántara-cuero con mayor sujeción lateral, alerón trasero específico, llantas de magnesio de 7 radios y de 17" (Volans) e inserciones de madera con nuevas tonalidades, entre otras opciones.
El 850 sufrió un profundo "face-lift" en el año-modelo 98 (1997) en exteriores (capó más bajo,faros diferentes, cristal delantero más abombado, molduras y tiradores en color de la carrocería, salpicadero totalmente reformado, cuadro de instrumentos, mandos de ventanillas y mejoras en los sistemas de gestión motor). El resultado se comercializó como "S-70 - V70" según fuera la carrocería sedán o la Station Wagon, fabricándose hasta el año 2000.

### Características
Se trataba de un vehículo que daba grandes prestaciones y que disponía de suspensiones traseras semiindependientes denominadas "Delta-Link" y gran fiabilidad y seguridad. Este eje trasero por su construcción, permitía una cierta deformabilidad lateral en función de la fuerza centrífuga originada en curva, modificando inicialmente la trayectoria de las ruedas para inscribirlas mejor en el trazado. 
Una de las primicias mundiales del 850 lo constituyó el "SIPS" (Side Impact Protection System) para minimizar los daños a los ocupantes en caso de impacto lateral. Consistía en unos tubos integrados en los asientos delanteros, que en caso de impacto lateral eran percutidos por una placa en el pilar B, transmitiendo toda la deformación al otro asiento sin que la absorbiese toda el pilar B y por tanto la puerta, salvaguardando así al ocupante de ese lado.
El motor descansaba sobre un subchasis (cuna) que absorbía gran parte de las vibraciones del motor, además de facilitar en gran medida las operaciones de mantenimiento (sustitución correas auxiliares y distribución) y de fabricación (premontaje en cadena del grupo motopropulsor-suspensiones delanteras).

## Transmisión
Las transmisiones eran de dos tipos, una manual de 5 velocidades (M56L), con la característica de poseer dos trenes secundarios reduciendo la longitud total del cambio, y una automática de 4 velocidades, de control electrónico, denominada AW 50 42-LE.

### Participación en competiciones deportivas
Fue un automóvil que llegó a correr en categorías de autos como por ejemplo el BTCC (British Tourings Cars Championship) con sus dos versiones, pilotándolos entre 1994 y 1996 pilotos como el sueco Rickard Rydell, los británicos Tim Harvey y Kelvin Burt y el holandés Jan Lammers.